# Disraeli (cidade)
| Disraeli                          |                            |
|                                   |                            |
| Coordenadas: 46º41'N, 70º27'W     |                            |
| Província                         | Quebec                     |
| Região administrativa             | Chaudière-Appalaches       |
| Incorporado em                    | 19 de novembro de 1904     |
| Prefeito                          | Yvon Jolicoeur             |
| Código postal                     | 31015                      |
|                                   |                            |
| Área                              |                            |
| - Cidade                          | 6,47 km², 2,5 mi²          |
| Fuso horário                      | UTC -5                     |
| População (2006)                  |                            |
| - Cidade                          | 2.710                      |
| - Densidade                       | 419 hab/km², 1.084 hab/mi² |
| Website: www.villededisraeli.com/ |                            |

Disraeli é uma municipalidade canadense do conselho municipal regional de Les Appalaches, Quebec, localizada na região administrativa de Chaudière-Appalaches. Em sua área de pouco mais de 6 km², habitam cerca de 2 700 pessoas.